# Норт-Бетесда (Меріленд)
Норт-Бетесда (англ. North Bethesda) — переписна місцевість (CDP) в США, в окрузі Монтгомері штату Меріленд. Населення — 50 094 особи (2020).

## Географія
Норт-Бетесда розташований за координатами 39°2′12″ пн. ш. 77°7′13″ зх. д. / 39.03667° пн. ш. 77.12028° зх. д. (39.036733, -77.120249).  За даними Бюро перепису населення США в 2010 році переписна місцевість мала площу 22,96 км², з яких 22,92 км² — суходіл та 0,04 км² — водойми.

## Демографія
Згідно з переписом 2010 року, у переписній місцевості мешкало 43 828 осіб у 19 550 домогосподарствах у складі 10 478 родин. Густота населення становила 1909 осіб/км².  Було 20789 помешкань (906/км²).
Расовий склад населення:
| - 70,1 % — білих - 14,7 % — азіатів - 6,9 % — чорних або афроамериканців - 0,3 % — корінних американців - 0,1 % — вихідців з тихоокеанських островів - 4,4 % — осіб інших рас |

До двох чи більше рас належало 3,6 %. Частка іспаномовних становила 13,4 % від усіх жителів.
За віковим діапазоном населення розподілялося таким чином: 17,9 % — особи молодші 18 років, 66,1 % — особи у віці 18—64 років, 16,0 % — особи у віці 65 років та старші. Медіана віку мешканця становила 39,3 року. На 100 осіб жіночої статі у переписній місцевості припадало 90,1 чоловіків;  на 100 жінок у віці від 18 років та старших — 86,9 чоловіків також старших 18 років.
Середній дохід на одне домашнє господарство  становив 131 249 доларів США (медіана — 103 391), а середній дохід на одну сім'ю — 156 643 долари (медіана — 122 077). Медіана доходів становила 86 322 долари для чоловіків та 68 378 доларів для жінок. За межею бідності перебувало 6,7 % осіб, у тому числі 8,0 % дітей у віці до 18 років та 8,1 % осіб у віці 65 років та старших.
Цивільне працевлаштоване населення становило 26 622 особи. Основні галузі зайнятості: науковці, спеціалісти, менеджери — 26,6 %, освіта, охорона здоров'я та соціальна допомога — 19,8 %, публічна адміністрація — 13,3 %, мистецтво, розваги та відпочинок — 9,0 %.